# LOHAS
Das Akronym LOHAS (nach engl. Lifestyles of Health and Sustainability) steht für einen besonders gesundheitsbewussten, nachhaltigen Lebensstil. Im Marketing wurde der Begriff zur Charakterisierung eines entsprechenden Konsumententyps aufgegriffen.
Häufig sind es Personen mit überdurchschnittlichem Einkommen. LOHAS-Konsumenten sind beispielsweise Natur- und Outdoor-Urlauber, Kunden von Bioläden oder Biosupermärkten. Ihre Motive ähneln denen der Slow-Food-Bewegung. Dazu gehört aber auch
der makrobiotische Joghurt für eine bessere Verdauung, die Gesichtscreme, die nicht an Tieren getestet wurde, oder die Turnschuhe, die nicht in einem asiatischen Sweatshop von Kindern hergestellt wurden.
LOHAS kam als Phänomen Anfang 2000 in den USA auf und wurde erstmals von dem Soziologen Paul Ray in dem Buch The Cultural Creatives: How 50 Million Are Changing The World beschrieben. In Deutschland wurde der Lebensstil durch Eike Wenzel und durch Matthias Horx’ Zukunftsinstitut mit der Studie „Zielgruppe Lohas“ 2007 populär.
Manchen Kritikern erscheint die Verknüpfung von hochwertigem Konsum mit Nachhaltigkeit zweifelhaft. Einige Vertreter der traditionellen Umweltbewegung sahen oder sehen im LOHAS-Lebensstil den Versuch, dem Konsumismus ein neues, zeitgeist-typisches Image zu geben. Außerhalb der Konsumforschung wird auch die begrenzte Wirkung von verantwortungsbewussten Konsumstrategien ohne äquivalente Investitionsstrategie kritisiert. Andere, wie der Kulturwissenschaftler Nico Stehr, loben die neue Macht von „Moralisten“ und meinen, LOHAS könnte durch bewussten Konsum und Verzicht Druck auf die Industrie ausüben.

## Untergruppen
LOHAS-Anhänger bilden eine hybride und heterogene Zielgruppe (siehe „Hybrides Käuferverhalten“ im Abschnitt Verwendung / Wirtschaft im Artikel Hybrid). Laut Studien vereint sie Gesundheitsbewusstsein und Nachhaltigkeitsorientierung, Technik- und Naturbezogenheit, Individualität und Gemeinsinn, Genuss, Verantwortung und zahlreiche andere Werteorientierungen. Die Zielgruppe LOHAS ist deshalb segmentiert worden. Das Sinus-Institut und KarmaKonsum unterschieden 2009 in einer gemeinsamen Studie fünf LOHAS-Typen: den verantwortungsbewussten Familienmenschen, den Connaisseur, den Weltenbürger, den Statusorientierten und den wertkonservativen Moralisten.
LOHAS wurde bereits als Indiz für einen Wertewandel in der Gesellschaft betrachtet und in diesem Zusammenhang die genannten fünf LOHAS-Typen mit traditionellen Sinus-Milieus und dem Entwicklungsmodell Spiral Dynamics verknüpft.
Viele LOHAS-Anhänger sind Flexitarier und schränken ihren Fleischkonsum bewusst ein.

### LOVOS
In Anlehnung an LOHAS wird der Lebensstil des Einfachen Lebens auch als LOVOS (Lifestyles of Voluntary Simplicity, Lebensstile der freiwilligen Einfachheit bzw. Downshift) bezeichnet. Die Motive überschneiden sich, wobei LOVOS-Vertreter bewusst auf Konsum verzichten. In den Vereinigten Staaten wird zudem der Begriff Scuppie (Socially conscious upwardly-mobile people, dt. sinngemäß sozial bewusste aufstrebende Menschen) verwendet.

## Ähnliche Wortschöpfungen
- DINK (Double Income no Kids)
- Yuppie (young urban professional)